# Vuurgevecht in de Alpen
Vuurgevecht in de Alpen (Frans: Coup de feu dans les Alpes) is het derde album uit de Franco-Belgische strip spin-off Tanguy en Laverdure Classic. 
Na het vorige tweeluik, nog scenario van Jean-Michel Charlier werd besloten om verder te gaan met de Classic-reeks. Het nieuwe tweeluik speelt zich af in Zwitserland in 1964. Het verhaal zal vervolgd worden door De piloot die te veel wist. 

## Het verhaal
Het verhaalt begint als de Britse Joanna Stirling in de bergen met haar geweer een piloot neerschiet die met een Vampire aan het vliegen is. Omdat hij het laatste vliegtuig in de formatie is wordt niet meteen opgemerkt dat er iets mis is, het vliegtuig stort neer in het Vierwoudstrekenmeer en men gaat van een ongeval uit. Kort daarna vliegen Tanguy en Laverdure naar Zwitserland om daar de Franse Mirage voor te stellen. Laverdure gaat naar de begrafenis van de piloot en merkt daar iemand op die foto's neemt en besluit die persoon te achtervolgen met een sneeuwscooter. Hij krijgt de fotograaf niet te pakken, die later Joanna Stirling blijkt te zijn. Later achtervolgen Tanguy en Laverdure Joanna ook met een wagen en ontmoeten ze haar eindelijk. Tanguy gaat zelfs met haar eten. Van hogerhand krijgt Joanna de opdracht om bij een volgende vlucht Tanguy neer te schieten zodat ook zijn vliegtuig zal neerstorten ... 